# رونالد غرافلاند
رونالد غرافلاند (بالهولندية: Ronald Graafland)‏ (30 أبريل 1979 بروتردام في هولندا - ) هو لاعب كرة قدم هولندي في مركز حراسة المرمى. لعب مع أياكس أمستردام وفاينورد وفيتيسه آرنهم ونادي إكسلسيور.

## روابط خارجية
- رونالد غرافلاند على موقع قاعدة بيانات كرة القدم.إي يو (الإنجليزية)
- رونالد غرافلاند على موقع Soccerway.com (الإنجليزية)
- رونالد غرافلاند على موقع AS.com (الإسبانية)